# Neděle ve Ville d'Avray
Neděle ve Ville d'Avray (francouzsky Les Dimanches de Ville d'Avray, anglický titul je Sundays and Cybele) je francouzské filmové drama z roku 1962 režiséra Serge Bourguignona. Vypráví příběh osiřelé dívky Françoise, věkem ještě dítěte, ale mentálně předčasně dospělé, která se sblíží s francouzským pilotem Pierrem, jenž prožil psychické trauma ve válce v Indočíně.
Film čerpá ze stejnojmenné románové předlohy, jejíž autor Bernard Eschasseriaux spolupracoval i na scénáři.

## Herecké obsazení
| Hardy Krüger   | Pierre           |
| Patricia Gozzi | Cybèle/Françoise |
| Nicole Courcel | Madeleine        |
| Daniel Ivernel | Carlos           |
| André Oumansky | Bernard          |

## Ocenění
V roce 1962 získal film Cenu Americké akademie filmových umění a věd - Oscara za nejlepší cizojazyčný film a cenu National Board of Review v kategorii Nejlepší cizojazyčný film.
Za rok 1962 byl nominován i na cenu Samuela Goldwyna (za nejlepší zahraniční film) v rámci Zlatých glóbů, ale nevyhrál ji.